# Ask That God
Ask That God es el cuarto álbum de estudio del dúo australiano de música electrónica, Empire of the Sun. Fue lanzado el 26 de julio de 2024 por EMI Music Australia y Capitol Records . Es el primer álbum de estudio del dúo desde Two Vines, lanzado en 2016. El álbum fue precedido en su lanzamiento por los sencillos "Changes", "Music on the Radio" y "Cherry Blossom", y también incluye su colaboración de 2023 con el proyecto Pnau de Nick Littlemore, " AEIOU ". 
El 24 de enero de 2025 se lanzó una edición de lujo del álbum que incluía dos temas nuevos. 

## Antecedentes
Littlemore afirmó que el dúo se sentía  "bendecido" el álbum y que "representa el mayor cambio de conciencia que nuestro mundo haya visto jamás y eso se refleja en la música".  Luke Steele comparó el segundo sencillo "Music on the Radio" con "un adolescente que se rebela contra sus emociones imaginarias".  Littlemore por su parte añadió: "es posible que hayamos escrito hasta mil 200 canciones en ese tiempo para llegar a las 12 que tenemos aquí". 

## Recepción de la crítica
Ask That God recibió una puntuación de 82 sobre 100 en el agregador de reseñas Metacritic en base a cinco reseñas de críticos, que el sitio web categorizó como "aclamación universal".  Record Collector afirmó que "si bien su familiar estilo disco de observación de estrellas vuelve a dominar, la composición está en su punto más nítido, ya que las influencias frescas aportan fuerza".  Neil Z. Yeung de AllMusic escribió que "se siente como un regreso a la forma y un viaje retrospectivo a través de su evolución sonora" y un "retorno al espíritu dichoso y conmovedor de los dos primeros clásicos de Empire of the Sun". 
Damien Morris de The Observer dijo que "al igual que sus tres proyectos anteriores, este contiene al menos dos melodías de élite ('Changes' y 'Cherry Blossom') intercaladas con temas efervescentes pero evanescentes de segundo nivel ('Revolve', 'Music on the Radio' y 'Ask That God') y temas no tan buenos producidos con fluidez (todo lo demás)".  Ben Hogwood de MusicOMH comentó que Littlemore y Steele "encuentran su química familiar al ofrecer escapismo en un pop soleado para cantar y bailar".  Lily Blakeney-Edwards de Clash lo llamó "un viaje en todos los sentidos que proporciona suficiente densidad y cambios de estilo para mantener a los oyentes intrigados hasta el final". 

## Lista de canciones
| Ask That God |                       |                                                                                                 |          |  |
| N.º          | Título                | Escritor(es)                                                                                    | Duración |  |
| 1.           | «Changes»             | Luke Steele, Nick Littlemore, Magnus Lidehäll, Salem Al Fakir, Vincent Pontare, Pontus Winnberg | 3:38     |  |
| 2.           | «Cherry Blossom»      | Steele, N. Littlemore, Al Fakir, Pontare, Caroline Cederlöf, Max Grahn                          | 3:27     |  |
| 3.           | «Music on the Radio»  | Steele, N. Littlemore, Roman Campolo, Mayes, Sam Littlemore, Paul Phamous, Ali Tamposi          | 2:56     |  |
| 4.           | «The Feeling You Get» | Steele, N. Littlemore, Carl Nordström                                                           | 4:16     |  |
| 5.           | «AEIOU (Feat. Pnau)»  | Steele, N. Littlemore, Richard Boardman, Pablo Bowman, S. Littlemore, Mayes                     | 3:14     |  |
| 6.           | «Television»          | Steele, N. Littlemore, Al Fakir, Pierre Leroux, Pontare                                         | 3:14     |  |
| 7.           | «Happy Like You»      | Steele, N. Littlemore, Henry Hey, Mayes, Connor McDonough, Riley McDonough                      | 2:59     |  |
| 8.           | «Revolve»             | Steele, N. Littlemore, Henry, Hey, MayesConnor McDonoughRiley McDonough                         | 3:14     |  |
| 9.           | «Wild World»          | Steele, N. Littlemore                                                                           | 3:46     |  |
| 10.          | «Ask That God»        | Steele, N. Littlemore                                                                           | 3:02     |  |
| 11.          | «Rhapsodize»          | Steele, N. Littlemore                                                                           | 6:17     |  |
| 12.          | «Friends I Know»      | Steele, N. Littlemore                                                                           | 3:21     |  |
| 43:24        |                       |                                                                                                 |          |  |

| Ask That God (Deluxe) |                                             |          |  |
| N.º                   | Título                                      | Duración |  |
| 13.                   | «Dark Secret»                               | 3:29     |  |
| 14.                   | «Somebody's Son (Feat. Lindsey Buckingham)» | 3:25     |  |
| 50:18                 |                                             |          |  |

## Personal
Empire of the Sun
- Nick Littlemore – sintetizador (pistas 3, 6–8, 10–12), programación (6), coros (9)
- Luke Steele – voz (todas las pistas); programación de batería, guitarra (pistas 1, 2, 4, 9)

Colaboradores adicionales
- Mike Marsh – masterización
- Alex Ghenea – mezcla (pistas 1–4, 6–12)
- Peter Mayes – mezcla (pistas 3, 5)
- Magnus Lidehäll – programación de batería, sintetizador (pistas 1, 2, 4, 9)
- André Sogliuzzo – narración en off (pista 11)
- Cruz Steele – voz hablada (pista 12)
- Pontus Winnberg – Programación de batería, sintetizador (pistas 1, 2, 4, 9)
- Vargas & Lagola – guitarra, sintetizador (pistas 1, 2, 4, 9)